# Gravion
Gravion (超重神グラヴィオン?, Chōjūshin Guravion) è una serie televisiva anime prodotta dallo studio Gonzo. È stata trasmessa in Giappone dal 7 ottobre 2002 al 6 dicembre 2002 per tredici episodi. Nel 2004, Gravion Zwei (超重神グラヴィオンZwei?, Chōjūshin Guravion Tsuvai, "Zwei" in tedesco vuol dire "due") è stata trasmessa dall'8 gennaio al 25 marzo in Giappone per dodici episodi, e serve a dare delle risposte a tutti gli interrogativi lasciati in sospeso nella prima serie.

## Trama

### Gravion
Eiji Shigure riceve una lettera dalla sua sorella maggiore, scomparsa da tempo Ayaka Shigure. La ricerca della sorella, porta Eiji sino a Klein Sandman, un misterioso miliardario, ed Eiji riesce ad infiltrarsi segretamente all'interno del suo enorme Saint-Germain Castle, mentre il miliardario sta tenendo una festa per i leader della Earth Federation Alliance (EFA), allo scopo di trovarla. Sfortunatamente, Eiji viene ingannato allo scopo di metterlo alla guida del G-Attacker, uno dei quattro Gran Divas, in una missione volta a sconfiggere gli extraterrestri meccanici chiamati Zeravire. I Gran Divas sono delle macchine create segretamente dallo stesso Sandman, che è a conoscenza del fatto che il rarissimo "Fattore G" posseduto da Eiji gli permette di pilotare il G-Attacker. Benché riluttante, Eiji diventa parte della squadra Earthgertz, comandata proprio da Sandman, l'unica difesa della Terra per scongiurare la minaccia dei Zeravire di distruggere la razza umana, in grado di unire i propri Gran Divas con il Gran Kaiser per formare l'invincibile mecha, Gravion.

### Gravion Zwei
L'invasione dei Zeravire sembra essersi fermata. Tuttavia, quando all'improvviso gli alieni si rifanno vivi, gli Earthgertz e la loro carta vincente, il super robot Gravion, dovranno nuovamente difendere il pianeta. Nel frattempo, l'EFA crea un'arma alternativa per fronteggiare gli Zeravire, il Gran Trooper. Nel momento che si troveranno entrambi schierati contro gli Zeravire, gli Earthgertz e l'EFA dovranno appianare le proprie differenze, svelare i propri segreti e scoprire i misteri che si nascondono dietro agli Zeravire, per fermare la minaccia extraterrestre una volta per tutte

## Personaggi
Eiji Shigure
Doppiato da Kenichi Suzumura
Luna Gusuku
Doppiata da Haruna Ikezawa
Toga Tenkuji
Doppiato da Jun Fukuyama
Ena
Doppiato da Mai Nakahara
Mizuki Tachibana
Doppiata da Yu Asakawa
Leele
Doppiata da Houko Kuwashima
Raven
Doppiato da Hikaru Midorikawa
Klein Sandman
Doppiato da Shō Hayami
Faye Xin Lu
Doppiata da Saeko Chiba

## Episodi
| Nº           | Titolo italiano Giapponese 「Kanji」 - Rōmaji                | In onda          | In onda |
| Nº           | Titolo italiano Giapponese 「Kanji」 - Rōmaji                | Giapponese       |         |
| Gravion      |                                                              |                  |         |
| 1.           | The Castle of the Slumbering Giant God 「「巨神の棲む城」」  | 10 luglio 2002   |         |
| 2.           | Gravitational Vocation 「「重力の使命」」                    |                  |         |
| 3.           | The Labyrinth 「「迷宮」」                                   |                  |         |
| 4.           | The Princess in the Tower 「「塔の中の姫君」」               |                  |         |
| 5.           | A Girl Who Doesn't Smile 「「笑わない少女」」                |                  |         |
| 6.           | Touga's Holiday 「「斗牙の休日」                             |                  |         |
| 7.           | Drill Girl on the Beach 「「渚のドリル少女」」               |                  |         |
| 8.           | Super Heavy Battlefield 「「超重戦場」」                     |                  |         |
| 9.           | Distant Embrace 「「遠い抱擁」」                             |                  |         |
| 10.          | Crack 「「亀裂」」                                           |                  |         |
| 11.          | Parting with Myself 「「うしなわれたもの」」                 |                  |         |
| 12.          | Because You Are 「「君がいるから」」                         |                  |         |
| 13.          | Silver Fangs 「「しろがねの牙」」                            | 16 dicembre 2002 |         |
| Gravion Zwei |                                                              |                  |         |
| 1.           | Super Heavy God, Second Coming 「「超重神再臨」」            | 2004-01-08       |         |
| 2.           | Elegant Reunion 「「麗しき再会」」                           | 2004-01-15       |         |
| 3.           | Passionate Fight! Gravi Onsen!! 「「熱闘！愚裸美温泉！！」」 | 2004-01-22       |         |
| 4.           | From the Bottom of the Wave 「「波の底より」」               | 2004-01-29       |         |
| 5.           | The Dream Solitary Isle 「「夢みる孤島」」                   | 2004-02-05       |         |
| 6.           | Lamenting Rosario 「「嘆きのロザリオ」」                     | 2004-02-12       |         |
| 7.           | The Shattered Goddess 「「砕かれた女神（ディーバ）」」       | 2004-02-19       |         |
| 8.           | When Gravity Becomes Weak 「「重力が衰えるとき」」           | 2004-02-26       |         |
| 9.           | The Crimson Fang 「「紅ノ牙」」                              | 2004-03-04       |         |
| 10.          | The Sun's Flames 「「太陽の炎」」                            | 2004-03-11       |         |
| 11.          | Creation Star Machine 「「創星機」」                         | 2004-03-18       |         |
| 12.          | The Spirital Song of Victory 「「魂の凱歌」」                | 2004-03-25       |         |

## Colonna sonora
Sigle di apertura
- Nageki no Rosario cantata da JAM Project featuring Masaaki Endoh (Gravion)
- Kurenai no Kiba (紅ノ牙, Zanna Cremisi) cantata da JAM Project (Gravion Zwei)

Sigle di chiusura
- Nageki no Rosario cantata da JAM Project featuring Masaaki Endo (Gravion ep 1)
- Wish cantata da Yuria (Gravion)
- La♪La♪Bye cantata dagli Honey Bee (Gravion Zwei)